# Skiffertrast
Skiffertrast (Turdus nigriceps) är en fågel i familjen trastar inom ordningen tättingar. Den förekommer i bergsskogar i Anderna i Sydamerika från Ecuador till Argentina. Beståndet anses vara livskraftigt.

## Utseende och läte
Hane skiffertrasten är mellangrå ovan och ljusare grå under, med mörkare huvud, lätt streckad strupe samt gul näbb och gul ögonring. Honan är genomgående brunare. Sången skiljer sig från andra trastars, ljusa toner som blandas upp med mer melodiska.

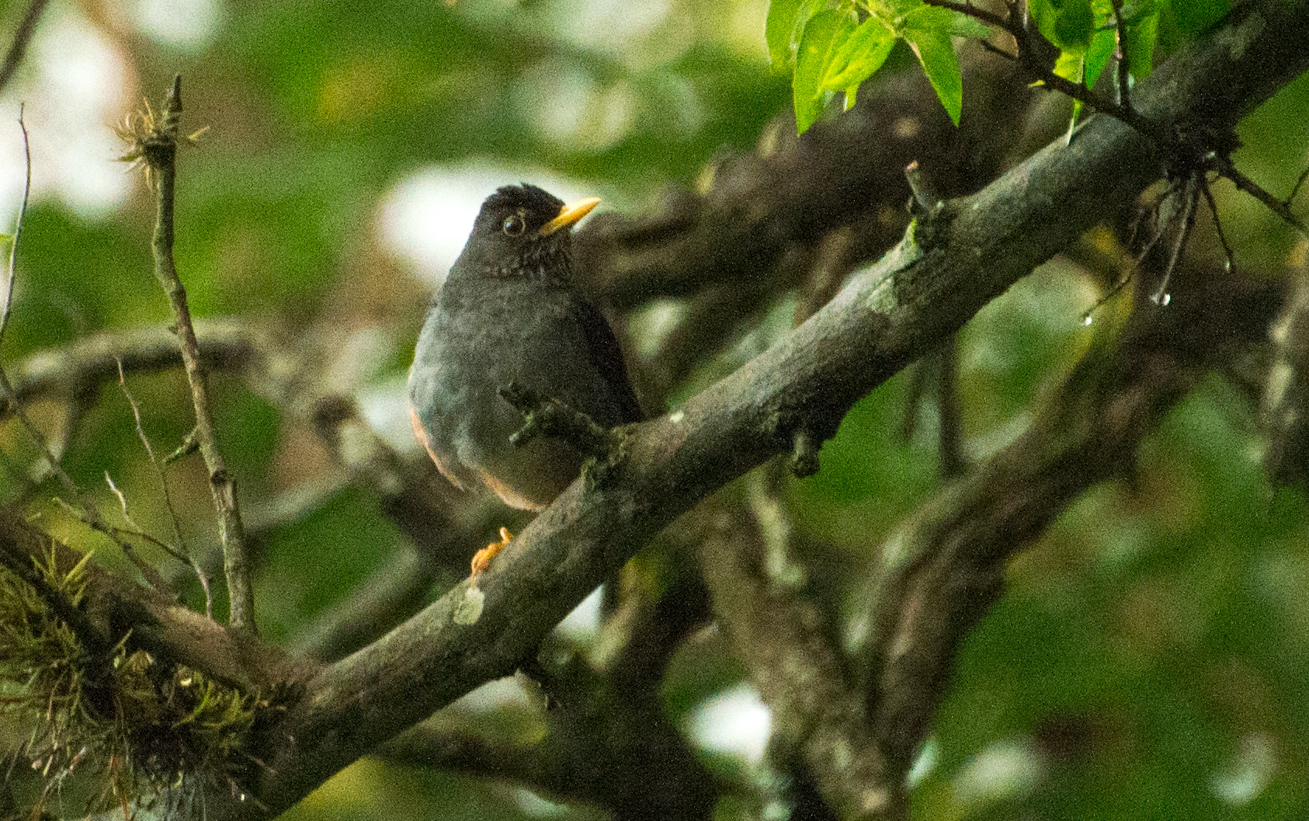

## Utbredning och systematik
Fågeln förekommer i Anderna i södra Ecuador till Peru, Bolivia och nordvästra Argentina. Skiffertrast och smedtrast (T. subalaris) behandlades tidigare som en och samma art, Turdus nigriceps, och vissa gör det fortfarande. DNA-studier visar dock att de inte är varandras närmaste släktingar.

## Levnadssätt
Skiffertrasten hittas i bergsskogar under cirka 2000 meters höjd. Den ses vanligen i de mellersta och övre skikten, ofta vid ett fruktbärande träd.

## Status
Arten har ett stort utbredningsområde och internationella naturvårdsunionen IUCN kategoriserar arten som livskraftig. Beståndsutvecklingen är dock oklar.

## Namn
Arten har på svenska tidigare kallats bergskiffertrast. Namnet har dock förkortats till skiffertrast i samband med att smedtrasten blev tilldelad sitt nya namn. Den var ansågs tidigare vara en nära släkting till nigriceps under namnet östlig skiffertrast (och till och med behandlad som underart till denna), men genetiska studier visar att de inte står nära varandra.